# Euchloe charlonia

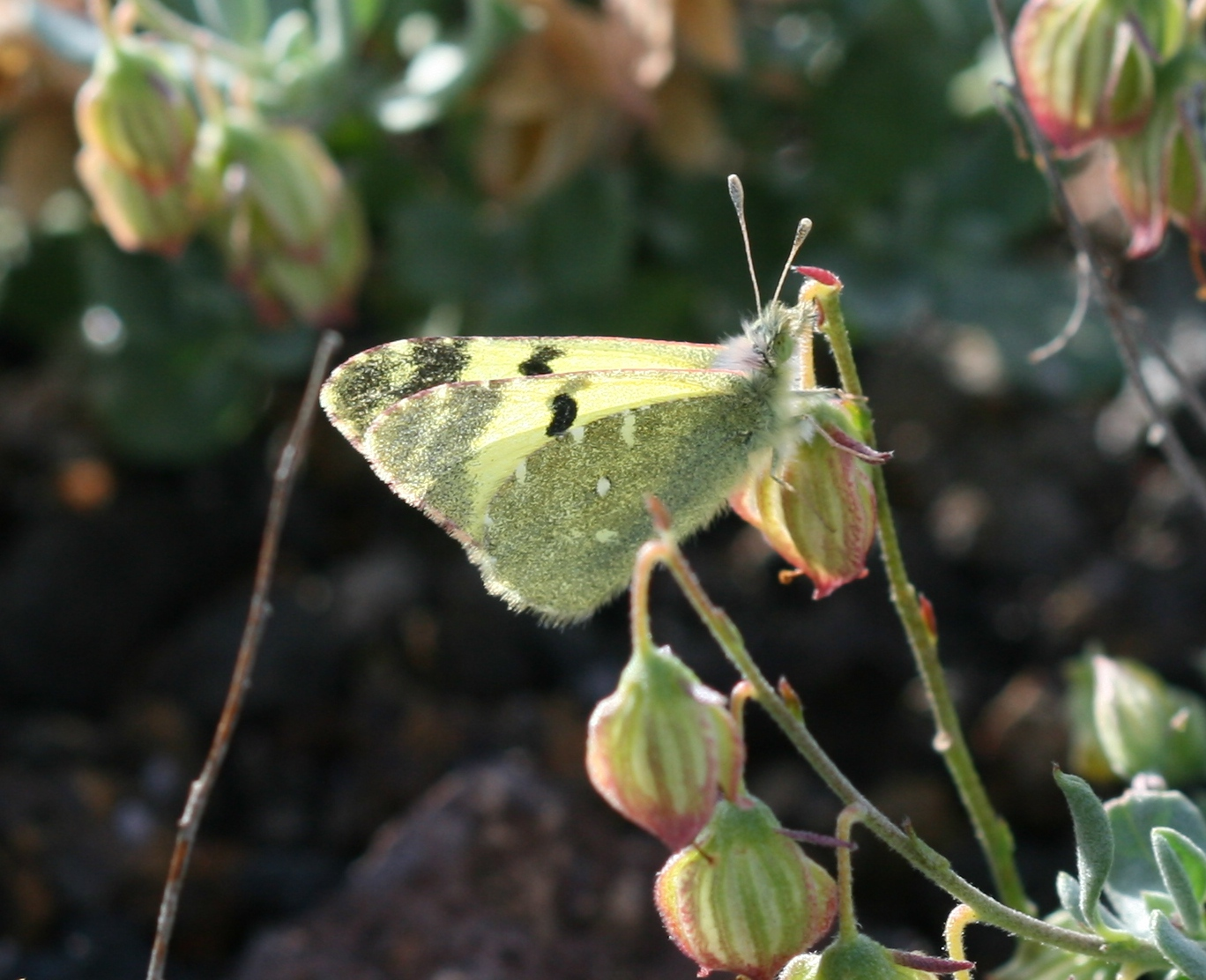
Flügelunterseite

Euchloe (Elphinstonia) charlonia ist ein Schmetterling aus der Familie der Weißlinge (Pieridae).

## Merkmale
Die Falter sind in ihrer Größe äußerst variabel und ihre Oberseite ist schwefelgelb mit dunkelbraunen Apikalflecken und einer blassen äußeren Zeichnung. Die Flügel sind basal schwarz bestäubt. Der Außenrand der Vorderflügelunterseite weist eine feine rosafarbene Linie auf. Der Diskoidalfleck ist tiefschwarz. Auf der Hinterflügelunterseite befinden sich blasse, undeutliche dunkle Flecke. Die Haare zwischen Kopf und Thorax sind rosafarben.

### Ähnliche Arten
- Euchloe penia (Freyer, 1851) Diskoidalfleck nicht tiefschwarz, daneben werden verschiedene Merkmale in der Genitalarmatur der Männchen, sowie der Raupen- und Puppenmorphologie zur Differenzierung herangezogen.[1]

## Vorkommen
Das Hauptverbreitungsgebiet reicht von den Kanarischen Inseln (Lanzarote, Fuerteventura, La Graciosa) und Spanien über Nordafrika, den Sudan und den Norden des Tschad sowie über den Vorderen Orient (Saudi-Arabien, Syrien, Libanon) bis Pakistan, Turkmenistan und den Nordwesten Indiens. Auf den Kanaren kommt die Art in Höhen bis 400 Meter vor, nach anderen Angaben bis in Höhen von 800 Metern. In Spanien (Provinz Granada) findet man sie in Höhen bis 800 Meter und im Atlasgebirge steigt sie bis auf 2000 Meter.
Die Art besiedelt heiße, trockene, felsige Hänge, aride Täler sowie Oasen. In der Region des Hohen Atlas wurde beobachtet, dass die Art Gipfelbalz in 3000 Meter Höhe betreibt.

### Biologie
Die Weibchen legen die Eier an der Blattunterseite ab. Zu den Futterpflanzen der Raupen zählen verschiedene Kreuzblütler und Resedagewächse. Hier werden vor allem Blüten und Früchte befressen. Je nach Region bildet diese Art zwei oder mehr Generationen pro Jahr aus. In sehr ariden Gebieten wird der Schlupf durch Regenfälle reguliert. Auf den Kanarischen Inseln erstreckt sich die Flugzeit von Dezember bis Mai und von September bis Oktober. Im Nordwesten Afrikas fliegt die Art ganzjährig, hier ist sie von Februar bis Oktober häufiger anzutreffen. In Spanien fliegen die Falter von Ende Februar bis Ende Mai.

## Unterarten
Neben der Nominatform wird noch folgende Unterart unterschieden:
- Euchloe charlonia mesopotamica (Staudinger, 1892)